# Avenida San Martín (Buenos Aires)
La avenida San Martín es una concurrida arteria vial de la Ciudad de Buenos Aires, Argentina.
Desde 1870 fue conocida como el camino que unía a la Ciudad de Buenos Aires y el entonces pueblo de San Martín, al cual debe su nombre.

## Recorrido

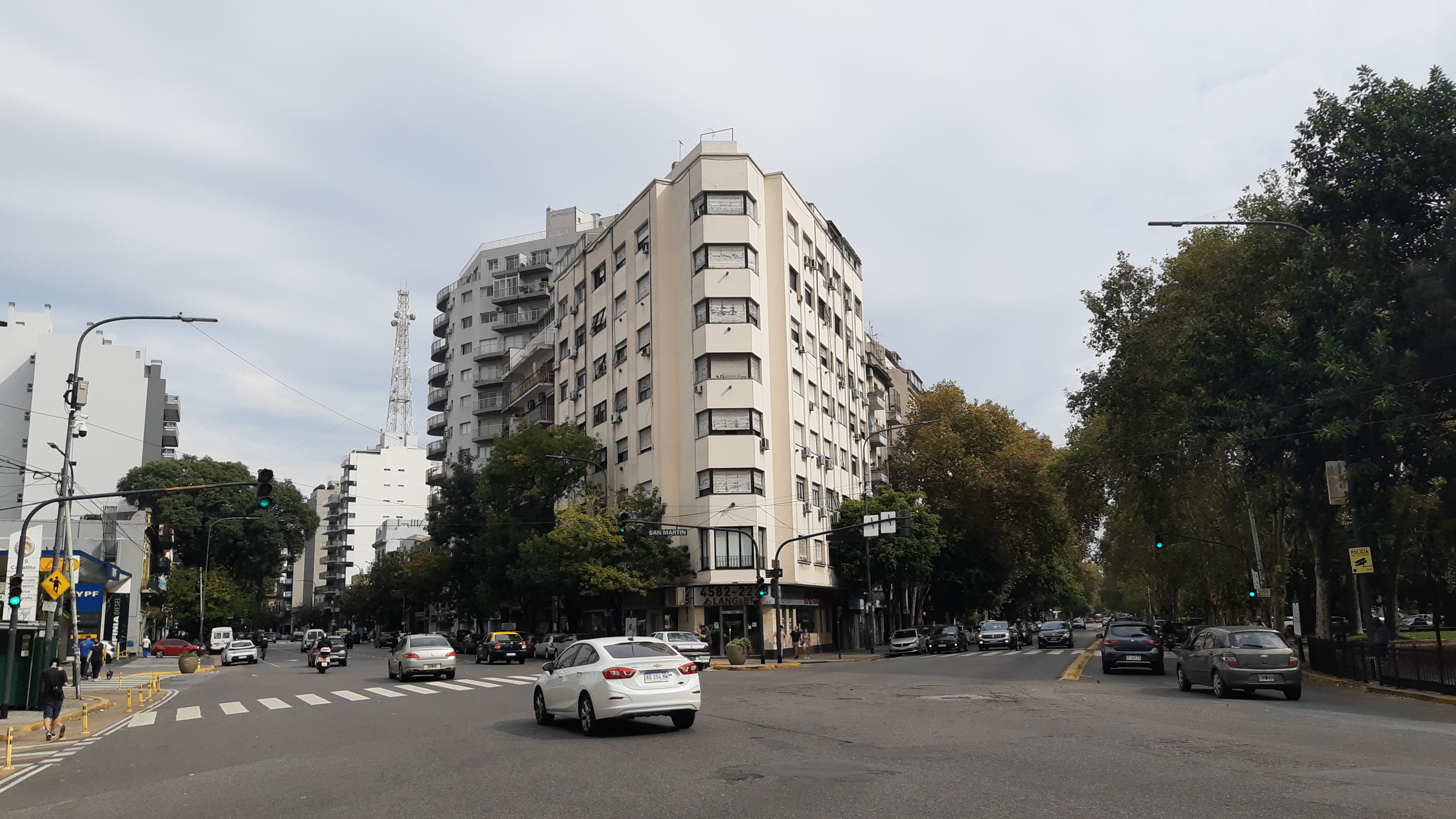
Avenida San Martín en su intersección con la Avenida Gaona, detrás del Cid Campeador.

Se inicia en el Cid Campeador, límite de los barrios de Caballito y Villa Crespo en la unión de las avenidas Gaona y Ángel Gallardo, siendo continuación de la Avenida Díaz Vélez.

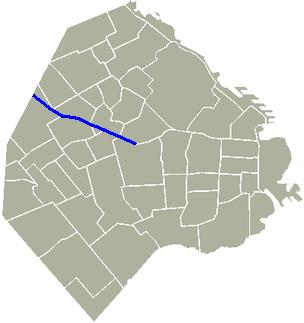
Esquema del recorrido a través de la ciudad.

Al ingresar a La Paternal luego de ser de límite con Villa General Mitre, cruza las vías del Ferrocarril San Martín, pasando por la Facultad de Agronomía de la Universidad de Buenos Aires, las instalaciones del Club Comunicaciones de Buenos Aires y el Hospital de Oncología Ángel Roffo.
Al cruzar la Avenida Francisco Beiró sirve de límite entre Villa Devoto y Agronomía. En la intersección con la Avenida Salvador María del Carril se encuentra la estación El Libertador del Ferrocarril Urquiza.
Termina en la Avenida General Paz a la altura del conocido Supermercado Carrefour y la fábrica tabacalera de Nobleza Piccardo. Al cruzar esta autopista, la avenida ingresa al partido de San Martín de la provincia de Buenos Aires con el nombre de Avenida Libertador General San Martín.
Desde 2016 circula por la misma el Metrobús de la ciudad, entre las avenidas Juan B. Justo y General Paz

## Cruces importantes y paradas del Metrobús
A continuación, se resume el recorrido de esta avenida en un mapa esquemático.
|  | RMCONTg |

| RM+l | RMq | RMKRZ | RMq |  |

| RM | ulDST | RM |  |  |

| RMKRZ | RMq | RMKRZ | RMCONTfq |  |

| RM | lNAT | RM |  |  |

|  | RM |

| RMq | RMKRZ | RMq |

|  | RM | HOSPITAL |

|  | RM |

| CONTgq | RMKRZ | STRq |

| STRq | RMKRZ | CONTfq |

| STRq | RMKRZ | CONTfq |

|  | RM |

|  | RGuq + RM | BAHN |

| STRq | RMKRZ | STR+r |

| ARCH | RMTEEaq | STRq |

| ARCH | RMKRZ | STRq |

|  | RM |

| CONTgq | RMTEEeq |  |

| STADIUM | RMTEEaq | CONTfq |

| RMq | RMKRZ | RMq |

| HOSPITAL | RMTEEaq | CONTfq |

| RMq | RMKRZ | RMq |

| STRq | RMKRZ | CONTfq |

|  | RMu + RGq | BAHN |

|  | RM |

| STRq | RMKRZ | CONTfq |

| STRq | RMKRZ | RMq |

| CONTgq | RMKRZ | STRq |

| RMq | RMIdo | RMq |

|  | RMCONTf |